# ساموئل ای. فوت
ساموئل ای. فوت (به انگلیسی: Samuel A. Foot) سناتور سابق عضو حزب ملی جمهوری‌خواه بود. وی در سال ۱۸۲۷ تا ۱۸۳۳ میلادی سناتور ایالت کنتیکت در سنای ایالات متحده آمریکا بود.